# حيدر خان
| خان لورستان          |                                                                      |
|                      |                                                                      |
| حيدر خان والي پشتكوه |                                                                      |
| السابق               | علي خان (الخان الثاني عشر لبلاد اللور [ولاية بشتكوه] من أسرة الولاة) |
| ولاية العهد          | الأمير حسين قلي خان                                                  |
| فترة الحكم           | من (1850م - 1853م) (تقريباً) إلى 1857م                                |
| اللاحق               | حسين قلي خان الثالث                                                  |
| اللقب                | والي بشتكوه                                                          |
| حياته                |                                                                      |
| مكان الوفاة          | مدينة بشتكوه، إيلام                                                  |
| الأب                 | محمد حسن خان                                                         |
| الأبناء              | حسين قلي خان موسى خان جواد خان                                       |
| خانات لورستان        |                                                                      |

حيدر خان بن محمد حسن خان بن أسد الله خان بن إسماعيل خان بن علي شاه ويردي خان الثاني بن الحسين خان الثاني بن احمد منوجهر خان بن الحسين خان الأول الأكبر العلوي. الوالي الثالث عشر من عائلة ولاة لرستان وثالث ولاة بشتكوه منهم بعد وفاة عاشر الخانات (حسن خان) عام 1839م.

## حياته
كان الأمير حيدر خان و كباقي إخوته طموح بالوصول لحكم لرستان، فبعد وفاة والدهم محمد حسن خان عام 1839م، قامت خلافات شديدة بين أولاد الخان الراحل، إنتهت تلك الخلافات بتقسيم مناطق بشتكوه بين الأمراء المتنافسين، فأصبحت كل من مناطق و قرى قبائل ملكشاه و اركواز و ميشخاص و بولي و پنچستون تحت إدارة الأمير حيدر خان، و حل في مقام والدهم الوالي حسن خان في مركز الحكم شقيقهم عباس قلي خان.

## توليه الحكم
تولى حيدر خان حُكم ولاية بشتكوه بمرسوم صدر من الحكومة القاجارية خلفاً لشقيقه (والي بشتكوه) السابق علي خان، الذي اجبرته الحكومة القاجارية على التنازل عن الحكم بعد أن هددته باجتياح عسكري، بسبب نزعته الاستقلالية أثناء حكمه، فتنازل عن الحكم، و غادر لرستان.

## فترة حكمه
على عكس اسلافه من الحكام، كان حيدر خان مُلتزم بتبعية حكومته للعرش القاجاري، فكان ينفذ ايعازات الشاه التي تصله من العاصمة الإيرانية (طهران) بدقة، ويسدد الضرائب السنوية المفروضة على بشتكوه بانتظام، وحفظ أمن بشتكوه الداخلي كذلك، وقمع كل التمردات المناهضة للقاجار، وحفظ الحدود.

## مساندة بني كعب والحرب ضد الإنكليز
صادف في عهد حيدر خان، أن نشبت حرب بأمارة بني كعب المجاورة عندما كانت تحت حكم الأمير جابر بن مرداو، وذلك على أثر الحملة الإنكليزية التي قام بها السير (جيمس أوترام-Sir James Oatram) على المحمرة عاصمة إمارة كعب في الأحواز في 26 آذار عام 1857م.
ما إن وصلت أخبار الحرب مع الإنكليز للوالي، قام الوالي بهيكلة عدد من العساكر الفيلية وتسليحهم، وإرسالهم لمساندة العرب الكعبيين ضد الإنكليز، وبالفعل التحم الطرفان في معركة ضارية، إنتهت لصالح الكعبيين وبخسائر فادحة بالنسبة للإنكليز، بعدها و كرد للجميل أطلق حاكم الإمارة الكعبية على قصره أسم (قصر الفيلية) وكذلك أرضه المثلثة الشكل في المحمرة التي تقع بين نهر الكارون وشط العرب، فقد أطلق عليها لقب (أرض الفيلية)، كل ذلك تيمنا بأسم البلاد التي ساعدته أيام الحرب (لرستان فيلي).

## وفاته
توفي الوالي حيدر خان في بشتكوه عام 1857م، و تم دفنه في مدينة النجف العراقية .
خلفه بالحكم أبنه وولي عهده الأمير حسين قلي خان بمرسوم صدر من شاه الدولة القاجارية ناصر الدين القاجاري.